# Vício sexual
Vício sexual é um estado caracterizado pela participação ou envolvimento compulsivo em atividade sexual, particularmente no Intercurso sexual, apesar das consequências negativas.
O conceito é controverso; Desde 2023 o vício sexual não é um diagnóstico clínico nem no DSM nem na CID – as classificações médicas de doenças e transtornos – que, em vez disso, categorizam tais comportamentos sob rótulos como comportamento sexual compulsivo.
Há um debate considerável entre psiquiatras, psicólogos, sexólogos e outros especialistas sobre se o comportamento sexual compulsivo constitui um vício – neste caso, um vício comportamental – e, portanto, sua classificação e possível diagnóstico. Pesquisas com animais demonstraram que o comportamento sexual compulsivo surge a partir dos mesmos mecanismos Transcrição e Epigenética que mediam a Dependência de drogas em animais de laboratório. Alguns argumentam que aplicar tais conceitos a comportamentos normais, como o sexo, pode ser problemático, e sugerem que a aplicação de modelos médicos, como o vício, à sexualidade humana pode levar à patologização de comportamentos normais e causar danos.

## Classificação
Nenhum dos sistemas oficiais de classificação diagnóstica lista o “vício sexual” como um transtorno distinto. Os proponentes de um modelo diagnóstico para o vício sexual o consideram como um dos diversos transtornos relacionados ao sexo, englobados no transtorno hipersexual.
O termo dependência sexual também é empregado para se referir a pessoas que afirmam ser incapazes de controlar seus impulsos sexuais, comportamentos ou pensamentos. Modelos relacionados ou sinônimos de comportamento sexual patológico incluem a hipersexualidade (ninfomania e satiriase), erotomania, donjuanismo e os transtornos relacionados a Parafilias.
O CID-11 criou uma nova classificação, o transtorno do comportamento sexual compulsivo, para englobar “um padrão persistente de incapacidade de controlar impulsos ou desejos sexuais intensos e repetitivos, resultando em comportamento sexual repetitivo”. No entanto, o TCSC não é considerado um vício, e a OMS não endossa o diagnóstico de vício sexual.

### DSM
A Associação Americana de Psiquiatria (APA) publica e atualiza periodicamente o Manual Diagnóstico e Estatístico de Transtornos Mentais (DSM), um compêndio amplamente reconhecido dos diagnósticos em saúde mental.
A versão publicada em 1987 (DSM-III-R) referia-se a “angústia sobre um padrão de conquistas sexuais repetidas ou outras formas de vício sexual não parafílico, envolvendo uma sucessão de pessoas que existem apenas como objetos a serem usados.” A referência ao vício sexual foi posteriormente removida. O DSM-IV-TR, publicado em 2000, não incluía o vício sexual como transtorno mental.
Alguns autores sugeriram que o vício sexual deveria ser reintegrado ao sistema do DSM; contudo, o vício sexual foi rejeitado para inclusão no DSM-5, publicado em 2013. Darrel Regier, vice-presidente da força-tarefa do DSM-5, afirmou que “[Embora a hipersexualidade seja uma nova adição proposta... o fenômeno] ainda não se encontrava em um estágio que nos permitisse chamá-lo de vício.” De acordo com a APA, o diagnóstico proposto não foi incluído devido à falta de pesquisas sobre os critérios diagnósticos para o comportamento sexual compulsivo.
O DSM-5-TR, publicado em março de 2022, não reconhece o diagnóstico de vício sexual.

### CID
A Organização Mundial da Saúde produz a Classificação Internacional de Doenças (CID), que não se limita a transtornos mentais. A versão mais recente aprovada desse documento, o CID-10, inclui “desejo sexual excessivo” como diagnóstico (código F52.7), subdividindo-o em satiriase (para homens) e ninfomania (para mulheres). Contudo, o CID categoriza esses diagnósticos como comportamentos compulsivos ou transtornos do controle dos impulsos – e não como vício. A versão mais recente, o CID-11, inclui o transtorno do comportamento sexual compulsivo como diagnóstico (código 6C72) – entretanto, não adota o modelo do vício.

### CCMD
A Sociedade Chinesa de Psiquiatria produz a Classificação Chinesa dos Transtornos Mentais (CCMD), atualmente em sua terceira edição. O CCMD-3 não inclui o vício sexual como diagnóstico.

### Outros
Alguns profissionais de saúde mental propuseram critérios diversos, porém semelhantes, para o diagnóstico do vício sexual, incluindo os de Patrick Carnes, Aviel Goodman e Jonathan Marsh.
Carnes foi o autor do primeiro livro clínico sobre vício sexual em 1983, com base em sua própria pesquisa empírica. Seu modelo diagnóstico ainda é amplamente utilizado pelos milhares de terapeutas certificados em vício sexual (CSATs) formados pela organização que ele fundou. Contudo, nenhuma proposta diagnóstica para o vício sexual foi incorporada a qualquer manual diagnóstico médico oficial.
Em 2011, a American Society of Addiction Medicine (ASAM), o maior consenso médico de profissionais dedicados ao tratamento e prevenção do vício, redefiniu o vício como um transtorno cerebral crônico, redefinindo-o, pela primeira vez, de forma a ampliar o conceito de vício de substâncias para incluir comportamentos aditivos e a busca por recompensas, como jogos de azar e sexo.

### Transtorno de personalidade borderline
O CID, o DSM e o CCMD listam a promiscuidade como um sintoma prevalente e problemático no transtorno de personalidade borderline. Indivíduos com esse diagnóstico, por vezes, engajam-se em comportamentos sexuais que podem parecer descontrolados, causando angústia pessoal ou atraindo reações negativas de terceiros. Há, portanto, o risco de que uma pessoa que apresente vício sexual possa, na verdade, ter Transtorno de Personalidade Borderline, o que pode levar a um tratamento inadequado ou incompleto.

### Revisões médicas e declarações de posicionamento
Em novembro de 2016, a Associação Americana de Educadores, Conselheiros e Terapeutas de Sexualidade (AASECT), o órgão oficial para terapia sexual e de relacionamentos nos Estados Unidos, emitiu uma declaração de posicionamento sobre o vício sexual, afirmando que sua organização “não encontra evidências empíricas suficientes para apoiar a classificação do vício sexual ou do vício em pornografia como um transtorno de saúde mental, e não considera que os métodos de treinamento e tratamento do vício sexual, bem como as pedagogias educacionais, sejam adequadamente fundamentados em conhecimentos precisos sobre a sexualidade humana. Portanto, é posição da AASECT que relacionar problemas relacionados a impulsos, pensamentos ou comportamentos sexuais a um processo de vício em pornografia/sexo não pode ser promovido como padrão de prática na oferta de educação sexual, aconselhamento ou terapia.”
Em 2017, três novas organizações norte-americanas de saúde sexual não encontraram suporte para a ideia de que o sexo ou filmes adultos sejam viciantes, conforme declarado em posição oficial.
Em 16 de novembro de 2017, a Associação para o Tratamento de Agressores Sexuais (ATSA) publicou uma posição contrária ao envio de ofensores sexuais para centros de tratamento do vício sexual.
Neurocientistas que pesquisam sexo afirmam que o sexo não é viciante. Os critérios para vício não são atendidos para os comportamentos sexuais: “estudos experimentais não suportam elementos-chave do vício, como escalada no uso, dificuldade em regular os impulsos, efeitos negativos, síndrome de deficiência de recompensa, síndrome de abstinência com cessação, tolerância ou potenciais positivos tardios aumentados.” Além disso, as evidências de uma característica neurobiológica fundamental do vício são escassas no caso do sexo.
Mesmo assim, apesar desses avanços, as pesquisas relacionadas ao vício sexual permanecem em sua infância. A falta de integração teórica, os déficits no rigor metodológico, a escassez de amostras clínicas, a dependência excessiva de amostras de conveniência (por exemplo, estudantes universitários ou amostras do Mechanical Turk), a completa ausência de estudos epidemiológicos, as inconsistências generalizadas nas definições e medições do CSC e a falta de estudos de tratamento ainda assolam a literatura sobre o vício sexual. Se cientistas, pesquisadores e clínicos neste domínio desejam avançar o campo e fornecer cuidados baseados em evidências para pessoas que relatam comportamentos sexuais descontrolados, todas essas lacunas precisam ser preenchidas. (Grubbs et al. 2020)

## Diagnóstico

### CID-11
O Transtorno do Comportamento Sexual Compulsivo é determinado pelos seguintes critérios:
- Padrão persistente de incapacidade de controlar impulsos ou desejos sexuais intensos e repetitivos, resultando em comportamento sexual repetitivo.
- O padrão de incapacidade de controlar impulsos ou desejos sexuais intensos e o comportamento sexual repetitivo se manifesta por um período prolongado (6 meses ou mais).
- Causa angústia significativa ou comprometimento relevante em áreas pessoais, familiares, sociais, educacionais, ocupacionais ou em outras esferas importantes do funcionamento.
- A angústia que se relaciona exclusivamente a julgamentos morais e desaprovação dos impulsos, desejos ou comportamentos sexuais não é suficiente para preencher esse critério.

O CID-11 adicionou a pornografia ao TCSC.
O TCSC não é um vício e não deve ser confundido com o vício sexual.

## Mecanismos possíveis
Pesquisas com animais envolvendo ratos que exibem comportamento sexual compulsivo identificaram que esse comportamento é mediado pelos mesmos mecanismos moleculares no cérebro que mediam a Dependência de drogas.
A atividade sexual é uma recompensa intrínseca que demonstrou atuar como um Reforço positivo, ativando fortemente o Sistema de recompensa e induzindo o acúmulo de ΔFosB em parte do estriado (especificamente, no núcleo Accumbens).
A ativação crônica e excessiva de certas vias dentro do sistema de recompensa e o acúmulo de ΔFosB em um grupo específico de neurônios no núcleo accumbens têm sido diretamente implicados no desenvolvimento do comportamento compulsivo que caracteriza o vício.
Em humanos, uma síndrome de desregulação da dopamina – caracterizada pelo engajamento compulsivo, induzido por drogas, em atividade sexual ou jogos de azar – também foi observada em alguns indivíduos que fazem uso de medicamentos dopaminérgicos.
Modelos experimentais atuais de dependência por recompensas naturais e de drogas demonstram alterações comuns na expressão gênica na projeção mesocorticolímbica. O ΔFosB é o fator de transcrição gênica mais significativo envolvido no vício, pois sua superexpressão, seja por via viral ou genética, no núcleo accumbens é necessária e suficiente para a maioria das adaptações neurais e plasticidade que ocorrem; ele tem sido implicado em vícios de álcool, Canabinóides, cocaína, nicotina, opioides, fenilciclidina e anfetaminas substituídas.
O ΔJunD é o fator de transcrição que se opõe diretamente ao ΔFosB. A elevações na expressão de ΔJunD no Núcleo Accumbens podem reduzir ou, com um aumento expressivo, até bloquear a maioria das alterações neurais observadas no abuso crônico de drogas (isto é, as alterações mediadas pelo ΔFosB).
O ΔFosB também desempenha um papel importante na regulação das respostas comportamentais a recompensas naturais, como alimentos palatáveis, sexo e exercício físico. Recompensas naturais, assim como drogas de abuso, induzem o ΔFosB no Núcleo Accumbens, e a aquisição crônica dessas recompensas pode resultar em um estado aditivo patológico semelhante. Assim, o ΔFosB é o principal fator de transcrição envolvido também nos vícios por recompensas naturais e, em particular, nos vícios sexuais, pois sua presença no Núcleo Accumbens é fundamental para os efeitos reforçadores da recompensa sexual. Pesquisas sobre a interação entre recompensas naturais e de drogas sugerem que os psicoestimulantes e a recompensa sexual possuem efeitos de sensibilização cruzada e atuam em mecanismos biomoleculares comuns de neuroplasticidade relacionados ao vício, mediados pelo ΔFosB.

### Perspectivas evolutivas
Do ponto de vista da psiquiatria evolucionária, o comportamento sexual evoluiu em condições nas quais as oportunidades reprodutivas eram limitadas por restrições sociais, ambientais e biológicas. Um forte impulso sexual teria, historicamente, conferido vantagens em termos de aptidão aos indivíduos, isto é, teria aumentado o sucesso reprodutivo. Tecnologias modernas – como a pornografia online de fácil acesso, o cibersexo e outras novas vias de expressão sexual – podem produzir um “descompasso evolutivo” no qual predisposições evoluídas colidem com um acesso sem precedentes a estímulos sexuais. Esse descompasso pode intensificar ou hiperativar as motivações normais de acasalamento, levando, em alguns casos, a comportamentos rotulados como “vício sexual”. Dados de prevalência mostram consistentemente que os homens relatam taxas mais altas de comportamento sexual compulsivo do que as mulheres, o que alguns pesquisadores associam à orientação evolutivamente moldada dos homens para estratégias de acasalamento de curto prazo. Em ambientes anteriores, a busca sexual conduzia rapidamente à reprodução, geralmente seguida de mudanças sociais e hormonais que inibiam novas investidas. Hoje, entretanto, um conteúdo sexual quase ilimitado permite que impulsos evoluídos se manifestem de maneiras que podem ser prejudiciais ou causar angústia, exemplificando como características inéditas da sociedade moderna podem transformar uma predisposição adaptativa em uma compulsão potencialmente desadaptativa.

## Tratamento

### Aconselhamento
Em 2023, nenhum dos órgãos reguladores oficiais para aconselhamento psico-sexual ou terapia sexual e de relacionamento aceitou o vício sexual como uma entidade distinta com protocolos de tratamento específicos. De fato, alguns profissionais consideram o vício sexual um diagnóstico potencialmente prejudicial e estabelecem paralelos com a terapia de conversão para homossexuais. Assim, o tratamento do vício sexual é, na maioria das vezes, oferecido por profissionais especializados em dependências na área de aconselhamento, em vez de especialistas psico-sexuais. Esses profissionais geralmente possuem graus avançados de ensino, como mestrado ou doutorado em aconselhamento ou áreas correlatas, como a psicologia. Ademais, podem possuir certificações – por exemplo, de Conselheiros Profissionais Licenciados (LPC-S) – que exigem formação de nível superior. Terapeutas e psicólogos costumam possuir, também, mestrado em áreas afins.

### Grupos de apoio presenciais
Grupos de apoio presenciais estão disponíveis na maior parte do mundo desenvolvido. Poucos estudos foram realizados sobre a eficácia do tratamento de 12 passos, e o suporte científico para a eficácia desse tratamento é fraco.
Grupos de apoio podem ser úteis para pessoas sem seguro ou com cobertura insuficiente. (Ver também: Alcoólicos Anônimos § Custos com saúde.) Além disso, podem servir como complemento ao tratamento profissional e ser úteis em locais onde os serviços profissionais estão saturados, são escassos ou inexistentes, ou ainda possuem listas de espera. Por fim, podem ajudar pacientes que relutam em investir recursos financeiros em tratamento profissional.[carece de fontes?]

## Epidemiologia
De acordo com uma revisão sistemática de 2014, as taxas de prevalência observadas para o vício sexual/transtorno hipersexual variam de 3% a 6%. Alguns estudos sugerem que os indivíduos considerados viciados sexuais são predominantemente do sexo masculino, representando cerca de 80%.
Um artigo de revisão sobre o consumo de pornografia observa que o vício sexual está correlacionado com o Narcisismo.

## História
O termo vício sexual surgiu pela primeira vez em meados da década de 1970, quando diversos membros dos Alcoólicos Anônimos buscaram aplicar os princípios do Programa de 12 Passos para a recuperação sexual decorrente de infidelidades em série e de outros comportamentos sexuais compulsivos incontroláveis – semelhantes à sensação de impotência e desordem vivenciadas no alcoolismo. Atualmente, existem diversos grupos de autoajuda no estilo dos 12 passos para pessoas que se identificam como viciadas sexuais, entre os quais se destacam Sex Addicts Anonymous, Sexaholics Anonymous, Sex and Love Addicts Anonymous, Sexual Recovery Anonymous e Sexual Compulsives Anonymous.

## Sociedade e cultura

### Controvérsia
Atividades sexuais não consensuais são abuso sexual. O tratamento para o vício sexual geralmente não aborda os fatores que levam pessoas a abusar sexualmente de outras.

— Associação para o Tratamento de Agressores Sexuais
A controvérsia em torno do vício sexual concentra-se na sua identificação, por meio de um modelo diagnóstico, em ambientes clínicos. Conforme revisões recentes da literatura médica, o comportamento sexual compulsivo foi observado em humanos; o comportamento sexual compulsivo induzido por drogas também foi relatado clinicamente em alguns indivíduos que fazem uso de medicamentos dopaminérgicos. Ademais, pesquisas sugerem que pode haver engajamento compulsivo em comportamentos sexuais, mesmo diante de consequências negativas, conforme demonstrado em modelos animais. Como os modelos diagnósticos atuais utilizam conceitos relacionados a drogas como critérios para os vícios, estes não se mostram adequados para modelar comportamentos compulsivos em contexto clínico. Consequentemente, sistemas de classificação diagnóstica, como o DSM, não incluem o vício sexual como diagnóstico, haja vista a “insuficiência de evidências revisadas por pares para estabelecer os critérios diagnósticos e as descrições do curso necessários para identificar esses comportamentos como transtornos mentais”. Uma revisão sistemática realizada em 2014 argumentou que a “falta de evidências empíricas sobre o vício sexual é consequência da completa ausência da doença nas versões do Manual Diagnóstico e Estatístico de Transtornos Mentais.”